# حكومة صوماليلاند
حكومة صوماليلاند أو حكومة أرض الصومال (JSL) هي الحكومة المركزية في أرض الصومال. تتكون حكومة أرض الصومال من السلطة التشريعية (مجلس النواب) والسلطة التنفيذية والسلطة القضائية ، كل منها يعمل بشكل مستقل عن الآخرين. تعمل الحكومة وفقًا للإطار الذي وضعه دستور أرض الصومال ، الذي تم تبنيه في عام 2001. وهي حكومة مركزية. يقع مقر الحكومة في هرجيسا ، عاصمة أرض الصومال.
على الرغم من أن أرض الصومال لها عملتها الخاصة ، و القوات المسلحة والشرطة وجواز السفر والتأشيرة وتاريخ استقلالها كدولة صوماليلاند من البريطانيين. ومع ذلك ، لا توجد دولة تعترف بها.
كونها حكومة غير معترف بها دوليًا ، فهي تعتبر الأكثر فاعلية مقارنة بجيرانها والأكثر ديمقراطية واستقرارًا في المنطقة.
تعتبر الحكومة الحقيقية لأرض الصومال نفسها حكومة حلت محل المحمية السابقة لأرض الصومال البريطانية.

## بناء
تأسست حكومة أرض الصومال بعد تصاعد الحروب الأهلية في الصومال. انعقد المؤتمر الكبير لشعب الشمال في بوراو وكان مؤلفًا من قادة الحركة الوطنية الصومالية وممثلي جميع العشائر التي تعيش في شمال غرب الصومال وقرر ذلك من أجل انفصال الصومال لاستعادة الدولة ذات السيادة في أرض الصومال في 18 مايو. 1991

## نظام الحكم

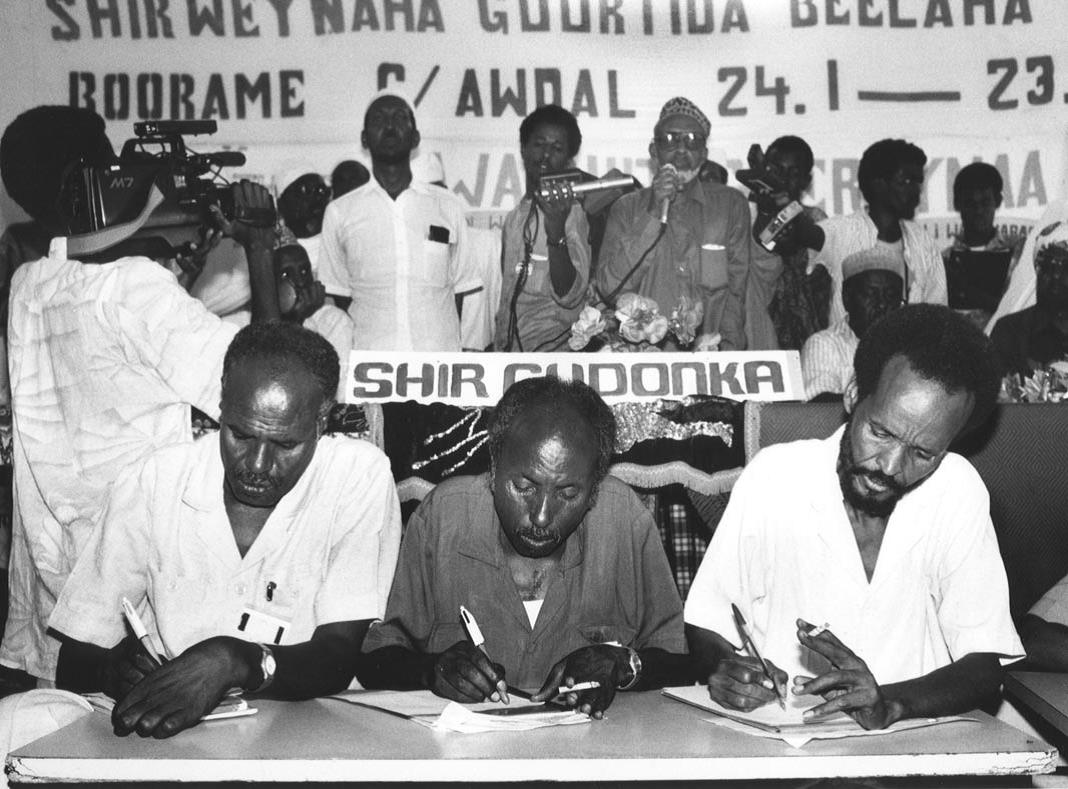
رئيس مجلس النواب يعلن نتائج الانتخابات. وانتخب محمد إبراهيم عقال رئيساً بالأغلبية ، وعبد الرحمن أو علي فرح نائباً للرئيس.

يوجد في صوماليلاند نظام إداري متكامل يجمع بين المؤسسات التقليدية والغربية. في سلسلة من الاجتماعات المجتمعية ، بلغت ذروتها في مؤتمر بوراما في عام 1993 ، تم إنشاء نظام هوية الدولة (الأسرة أو المجتمع) ، والذي يتكون من السلطة التنفيذية ، والرئيس ، ونائب الرئيس ، والمجلس التشريعي للولاية ؛ نظام الغرفتين التشريعيتين ؛ وقضاء مستقل. تم دمج كبار السن الصوماليين التقليديين (غورتي) في الهيكل الإداري وشكلوا مجلس الشيوخ المسؤول عن إدارة النزاعات الداخلية. أصبحت الحوكمة أساسًا «تحالف لتقاسم السلطة بين العشائر الرئيسية في صوماليلاند» ، مع تخصيص مقاعد في مجلسي النواب والشيوخ للعشائر على أساس صيغة محددة مسبقًا. في عام 2002 ، بعد عدة تمديدات للحكومة الانتقالية ، انتقلت صوماليلاند في النهاية إلى ديمقراطية متعددة الأحزاب ، حيث تنافست ستة أحزاب في انتخابات المجالس المحلية.
تنتخب قيادة البلاد الرئيس كأعلى مسؤول ويتم انتخابه بشكل مباشر وجماعي من قبل شعب أرض الصومال .
- المسؤولون الحكوميون:
- رئيس صوماليلاند
- نائب رئيس جمهورية صوماليلاند

### السلطة التشريعية
- برلمان أرض الصومال (كلا المجلسين)

## العاصمة
يعترف الدستور بهرجيسا كعاصمة لأرض الصومال. يجتمع برلمان صوماليلاند في المدينة ، التي تضم أيضًا المحكمة العليا الوطنية. بالإضافة إلى ذلك ،هرجيسا هي القصر الرئاسي ، حيث يقيم الرئيس. نائب الرئيس يعيش أيضا في المدينة.

## جوازات السفر
عن طريق السفر ، يمكن لمواطني أرض الصومال الحصول على جواز سفر صوماليلاند في المواقع الحكومية المحددة.

## روابط خارجية
- حكومة صوماليلاند